# Stanisław Chlebda
Stanisław Chlebda (ur. 14 kwietnia 1909 w Byszycach, zm. 28 lipca 1971 w Opolu) – polski nauczyciel i działacz społeczny, poseł na Sejm PRL I i III kadencji. 

## Życiorys
Urodził się w Byszycach w rodzinie chłopskiej jako syn Jana i Wiktorii. Kształcił się w Gimnazjum Humanistycznym w Wieliczce. Uzyskał niepełne wykształcenie pedagogiczne na Państwowym Pedagogium w Krakowie, po czym do wybuchu II wojny światowej pracował jako nauczyciel w Zagłębiu Dąbrowskim. Działał w Związku Harcerstwa Polskiego i Związku Nauczycielstwa Polskiego. W czasie II wojny światowej więziony na terenie obozów w Brunszwiku i Woldenburgu. Po zakończeniu okupacji niemieckiej organizował oddział ZNP w Myszkowie. W 1945 przeniósł się na Śląsk Opolski i objął kierownictwo nad szkołą w Jarnołtówku, a od 1956 w Głuchołazach. Działał w Towarzystwie Przyjaciół Dzieci i ZNP. 
W 1947 wstąpił do Stronnictwa Demokratycznego. Od 1951 był członkiem Wojewódzkiego Komitetu SD w Opolu, gdzie w 1958 objął funkcję sekretarza. W tym samym roku został zastępcą członka Centralnego Komitetu SD, a w 1961 członkiem Rady Naczelnej partii. Był wieloletnim radnym Gminnej, Powiatowej i Wojewódzkiej Rady Narodowej (PRN – w Głuchołazach, WRN – w Opolu). W 1952 został posłem na Sejm PRL z okręgu Prudnik. Zasiadał w Komisji Oświaty, Nauki i Kultury. W 1961 ponownie znalazł się w Sejmie, jako przedstawiciel okręgu Nysa. Był członkiem Komisji Oświaty i Nauki. 
Odznaczony m.in. Srebrnym i Złotym Krzyżem Zasługi, Krzyżem Kawalerskim Orderu Odrodzenia Polski, Krzyżem Walecznych, Medalem Zwycięstwa i Wolności 1945, Medalem 10-lecia Polski Ludowej (1955), a także Złotą Odznaką ZNP.
Zmarł nagle 28 lipca 1971 w Opolu. 31 lipca został pochowany na cmentarzu komunalnym w Opolu-Półwsi. Z ramienia SD uczestniczyli w pogrzebie członek CK Andrzej Benesz, a także przewodniczący WK SD w Opolu Teofil Polak. 